# Yelkoto
Yelkoto est une localité située dans le département de Tikaré de la province du Bam dans la région Centre-Nord au Burkina Faso. 

## Géographie
Yelkoto est située à 4 km au nord de Tikaré, le chef-lieu du département, et à environ 21 kilomètres à l'ouest de Kongoussi. Le village est 1,5 km au nord-ouest de la route nationale 15.

## Éducation et santé
Le centre de soins le plus proche de Yelkoto est le centre de santé et de promotion sociale (CSPS) de Baribsi tandis que le centre médical avec antenne chirurgicale (CMA) de la province se trouve à Kongoussi.

## Religion
En 2007, une mosquée pour la prière du vendredi est construite dans le village (grâce à des financements de l'homme d'affaires Oumarou Kanazoé et du cheick Aboubacar Doukouré) donnant lieu à d'importantes festivités lors de son inauguration.